# Nokia Technologies
Nokia Technologies è una divisione di Nokia che sviluppa prodotti di consumo e tecnologia di licenza incluso il marchio Nokia . 
I suoi obiettivi sono imaging, rilevamento, connettività wireless, gestione dell'alimentazione e materiali e altre aree come il programma di licenze IP. Si compone di tre laboratori: Radio Systems Lab, in aree di accesso radio, connettività locale wireless e implementazione radio; Media Technologies Lab, in aree multimediali e di interazione; e Sensor and Material Technologies Lab, in aree di soluzioni di rilevamento avanzate, metodi di interazione, nanotecnologie e tecnologie quantistiche. Nokia Technologies offre inoltre la partecipazione pubblica al suo sviluppo attraverso il programma Invent with Nokia. L'azienda è stata creata nel 2014 a seguito di una ristrutturazione di Nokia Corporation.
Nel novembre 2014, Nokia Technologies ha lanciato il suo primo prodotto, il tablet Nokia N1. Nel luglio 2015, Nokia Technologies ha introdotto una videocamera VR chiamata OZO , progettata per i creatori di contenuti professionali e sviluppata a Tampere, in Finlandia. Con i suoi 8 sensori otturatore sincronizzati e 8 microfoni, il prodotto può catturare video 3D stereoscopici e audio spaziale. 
Il 31 agosto 2016, Ramzi Haidamus ha annunciato che si sarebbe dimesso dalla sua carica di presidente di Nokia Technologies.  Brad Rodrigues, precedentemente responsabile della strategia e dello sviluppo del business, ha assunto il ruolo di presidente ad interim. Il 30 giugno 2017, Gregory Lee, precedentemente CEO di Samsung Electronics in Nord America, è stato nominato CEO e presidente di Nokia Technologies. Da agosto 2019 Jenni Lukander viene nominata Presidente.